# 埃瓦里斯托·卡瓦略
埃瓦里斯托·杜·聖埃斯皮里圖·卡瓦略（葡萄牙語：Evaristo do Espírito Santo Carvalho；1941年10月22日—2022年5月28日），是一名聖多美和普林西比政治人物，獨立民主行動黨員。

## 生平
卡瓦略在1994年首次出任圣多美和普林西比总理，其後在2001年到2002年再次任職。2016年7月的總統選舉中，他取得多數票，但票數未足夠跨越免於第二輪選舉的門檻，需在一星期後進行決選。然而另一候選人、時任總統曼努埃爾·平托·達科斯塔在8月7日抵制選舉，令卡瓦略自動當選，9月3日就任。
卡瓦略出任总统伊始，圣多美和普林西比断绝了与中华民国19年的邦交，转而与中华人民共和国建交。